# Jean Mallet
Pour les articles homonymes, voir Mallet.
Jean Mallet est un ingénieur du son français.

## Biographie
Jean Mallet fait ses études en Bretagne, sa région d'origine, avant d'intégrer l'École nationale supérieure Louis-Lumière à Paris, dont il sort diplômé en 1976.

## Filmographie partielle
- 1992 : Omnibus de Sam Karmann
- 1992 : Patrick Dewaere de Marc Esposito
- 2003 : Dancing de Patrick Mario Bernard, Pierre Trividic et Xavier Brillat
- 2008 : L'Autre de Patrick Mario Bernard et Pierre Trividic
- 2008 : Back Soon (Skrapp út) de Sólveig Anspach
- 2009 : Visage de Tsai Ming-liang
- 2010 : Anne et les Tremblements de Sólveig Anspach
- 2012 : Tahrir, place de la Libération de Stefano Savona
- 2013 : Lulu femme nue de Sólveig Anspach
- 2013 : Michael Kohlhaas d'Arnaud des Pallières
- 2013 : Par exemple, Électre de Jeanne Balibar et Pierre Léon
- 2013 : Queen of Montreuil de Sólveig Anspach
- 2014 : Vincent n'a pas d'écailles de Thomas Salvador
- 2014 : Week-ends d'Anne Villacèque
- 2015 : Au plus près du soleil d'Yves Angelo
- 2015 : J'avancerai vers toi avec les yeux d'un sourd de Laetitia Carton
- 2016 : L'Effet aquatique de Sólveig Anspach
- 2018 : Samouni Road de Stefano Savona
- 2024 : La Prisonnière de Bordeaux de Patricia Mazuy

## Distinctions

### Récompenses
- César 2014 : César du meilleur son pour Michael Kohlhaas